# Stanislao Cannizzaro
Stanislao Cannizzaro (n. 13 iulie 1826, Palermo, Regatul celor Două Sicilii – d. 10 mai 1910, Roma, Regatul Italiei) a fost un chimist italian, cunoscut în special pentru reacția chimică ce îi poartă numele (reacția Canizzaro).
A fost profesor de chimie la universitățile din Genova și Roma.
În 1891 a primit Medalia Copley din partea Royal Society.
Din 1871 a fost vice-președinte al Senatului italian.

## Legături externe
- Sketch of a course of chemical philosophy by Cannizzaro (1858) - Edinburgh: Alembic Club Reprint No. 18 (1911).
- Thomas Edward Thorpe (1902). Essays in Historical Chemistry. Macmillan and co., limited. by Thomas Edward Thorpe in Essays in Historical Chemistry, London: Macmillan, pages 500 – 513 (also Nature, 6 May 1897).
- George B. Kauffman,  (1996). Review of Lettere a Stanislao Cannizzaro 1868-1872; Stanislao Cannizzaro: Scritti di Storia Politica e Chimica; Corrispondenza Varia Arhivat în 11 iunie 2011, la Wayback Machine., a set of Cannizzaro's papers